# Bretteau
Bretteau (* im 19. Jahrhundert; † nach 1905) war ein französischer Schauspieler, der nur unter seinem Künstlernamen bekannt wurde.

## Leben
Er übernahm 1898 die Rolle des Jesus Christus in dem Film La vie et la passion de Jésus-Christ. Der Film entstand unter der Regie von Georges Hatot und Louis Lumière. 1901 war er in dem Film Histoire d’un crime von Ferdinand Zecca zu sehen. Bei diesem Film handelt es sich um den ersten Kriminalfilm der Filmgeschichte. Über ihn und sein Privatleben ist nichts bekannt. Über seine Arbeit als Schauspieler ist bekannt, dass er von 1898 bis 1905 aktiv tätig war.

## Filmografie
- 1898: La vie et la passion de Jésus-Christ
- 1901: Histoire d’un crime
- 1902: Le conférencier distrait
- 1903: Le chat botté
- 1905: Odyssée d’un paysan à Paris